# ميلتون ناسيمانتو
ميلتون ناسيمانتو (بالبرتغالية:Milton Nascimento) (ولِد في 26 أكتوبر 1942، في ريو دي جانيرو) مغني وكاتب أغاني وعازف قيثارة برازيلي.

## سيرة ذاتية
كانت والدة ميلتون ناسيمانتو خادمة. وهو ما زال رضيعًا، تبناه زوجان كانا ربي عملها السابقين: جوزينو بريتو كامپوس، وهو موظف في البنك ومعلم الرياضيات ومهندس كهربائي، وليليا سيلڤا كامپوس وهي معلمة الموسيقى ومغنية في جوقة. عندما كان في الشهر الثامن عشر من عمره، توفيت والدته، وانتقل مع والديه بالتبني إلى مدينة ترايس پونتاس بولاية ميناس جرايس. كان ناسيمانتو يعمل كدي جيه أحيانا، في قناة راديو كان يديرها أبوه. سكن آنذاك في ضاحيتي لارانجايراز وتشيجوكا بمدينة ريو دي جانيرو.
في بدايته المهنية، عزف في فرقتي سامبا: أڤولوسامبا وسامباكانا. في 1963، انتقل إلى مدينة بالو أوريزونتشي بولاية ميناس جرايس، حيث صداقته مع لو بوهجز أدت إلى إنشاء حركة كلوبي دا إسكينا Clube da Esquina (جماعة الناصية). وبين أعضائها باتو گادجز وتونينيو أوهتا وڤاگنار تيسو وفلاڤيو ڤانتوريني وشارك معهم مؤلفات وألحان. ومن تلك المؤلفات كانت أغنية «كانساو دو ساو» Canção do Sal (أغنية الملح) التي غناها للمرة الأولى أليز هاجينا وأدت إلى ظهور تلفزيوني لها ولناسيمانتو. المجموعة، بالإضافة إلى بعض الآخرين، أصدرت ألبوم كلوبي دا إسكينا سنة 1972. وعدة أغاني منفردة ناجحة أصدرت كذلك.

## نادي دا إسكوينا
في المراحل الأولى من حياته المهنية، عزف ناسيمنتو مع مجموعتي السامبا، إيفولوسامبا وسامباكانا. في عام 1963، انتقل إلى بيلو هوريزونتي، حيث أدت صداقته مع لو بورخيس إلى ظهور حركة نادي دا إسكوينا (نادي ركن الشارع). وكان من بين الأعضاء بيتو جيديس، وتونينيو هورتا، وفاغنر تيسو، وفلافيو فينتوريني، الذين شارك معهم المؤلفات والألحان. إحدى المقطوعات الموسيقية كانت "Canção do Sal"، والتي غناها المغني إليس ريجينا لأول مرة في عام 1966، وأدى إلى ظهور تلفزيوني مع ناسيمنتو. أصدرت المجموعة، بالإضافة إلى آخرين، أصدر نادي دا إسكوينا في عام 1972. كما جرى إصدار العديد من الأغاني المنفردة.

## حياته الدراسية
- صاحب دكتوراة فخرية في الموسيقى من كلية باركلي للموسيقى.

## روابط خارجية
- ميلتون ناسيمانتو على موقع IMDb (الإنجليزية)
- ميلتون ناسيمانتو على موقع ألو سيني (الفرنسية)
- ميلتون ناسيمانتو على موقع ميوزك برينز (الإنجليزية)
- ميلتون ناسيمانتو على موقع أول موفي (الإنجليزية)
- ميلتون ناسيمانتو على موقع قاعدة بيانات الأفلام السويدية (السويدية)
- ميلتون ناسيمانتو على موقع إن إن دي بي (الإنجليزية)
- ميلتون ناسيمانتو على موقع أول ميوزيك (الإنجليزية)
- ميلتون ناسيمانتو على موقع ديسكوغز (الإنجليزية)
- ميلتون ناسيمانتو على موقع قاعدة بيانات الفيلم (الإنجليزية)
- ميلتون ناسيمانتو على موقع كينوبويسك (الروسية)